# Glođane (Peć)
Pour l’article homonyme, voir Glođane (Dečani).
Gllogjan en albanais et Glođane en serbe latin (en serbe cyrillique : Глођане) est une localité du Kosovo située dans la commune/municipalité de Pejë/Peć et dans le district de Pejë/Peć. Selon le recensement kosovar de 2011, elle compte 422 habitants.

## Démographie

### Évolution historique de la population dans la localité
| 1948 | 1953 | 1961 | 1971 | 1981 | 1991 | 2011 |
| ---- | ---- | ---- | ---- | ---- | ---- | ---- |
| 441  | 448  | 515  | 640  | 718  | 768  | 422  |

|  |

### Répartition de la population par nationalités (2011)
En 2011, les Albanais représentaient 95,97 % de la population.